# Associazione Internazionale Giardini Botanici Alpini
La Associazione Internazionale Giardini Botanici Alpini (AIGBA) (Asociación Internacional de Jardines Botánicos Alpinos) nace en el 1974 con el propósito de la tutela, la conservación y el estudio de la flora alpina internacional; reuniendo y representando los jardines alpinos y a sus responsables. 
La asociación asume como su principal objetivo es facilitar a los jardines botánicos en su propósito, con especial atención a los jardines botánicos de los Alpes. El papel de coordinación, promoción e investigación, colabora con varios jardines botánicos y los jardines botánicos, con las instituciones públicas, privadas y universidades. La oficina central se encuentra en el "Museo Regionale di Scienze Naturali, Torino" (Museo Regional de Ciencias Naturales de Turín), mientras que la situación de seguridad está indicada por el "Istituto studi alpini internazionale" (Organismo Internacional de Estudios en Los Alpes).

## Relación de socios delAIGBA[2]

### enSuiza
- Jardín Alpino de Schenige Platte, Schenige Platte, Berna (Suiza)
- Alpinum Schatzalp Davos, Davos (Suiza)
- Jardín Alpino La Linnea, Ginebra
- Jardín Alpino La Rambertia, Montreux
- Jardín Botánico de Saint-Triphon, Saint-Triphon (Vaud)

### enSlovenia
- Jardín Botánico Alpino Juliana, Ljubiana (Slovenia)

### enAustria
- Alpengarten Villacher Alpe, Villach (Austria)

### enItalia
- Giardino botanico Alpin Florealpe, Champex
- Giardino botanico Carsiana, Sgonico, Trieste[3]
- Giardino botanico e arboreto del Parco nazionale d'Abruzzo, Pescasseroli (AQ)
- Giardino alpino Chanousia, al Colle del Piccolo San Bernardo, La Thuile (AO)
- Giardino alpino Castel Savoia, presso il Castel Savoia, a Gressoney-Saint-Jean (AO)
- Giardino Alpinia, Omegna (VB)
- Giardino alpino Saussurea, sopra Courmayeur (Pavillon du Mont Fréty, nel massiccio del Monte Bianco) (AO)
- Giardino alpino del Cansiglio Giangio Lorenzoni, Vittorio Veneto (TV)[4]
- Giardino botanico Campo Imperatore L'Aquila
- Giardino botanico F. Caldart delle Alpi Orientali, Belluno
- Giardino botanico Caplez (Val Tidone) provincia di Piacenza
- Orto botanico Lorenzo Rota Bergamo[5]
- Giardino botanico M. Tenore Lama dei Peligni (CH)
- Giardino botanico Nuova Gussonea, Catania[6]
- Giardino botanico Pania di Corfino, Castelnuovo Garfagnana (LU)[7]
- Giardino botanico Rea, Torino[8]
- Giardino botanico alpino Bruno Peyronel, Torre Pellice (TO)
- Giardino botanico alpino “Esperia” Modena[9]
- Jardín Botánico Alpino de Pietra Corva, Pavia
- Giardino botanico alpino San Marco, Vicenza[10]
- Giardino botanico alpino Valderia, Valdieri (CN)
- Giardino botanico dei Frignoli, Aulla (MS)[11]
- Giardino Bbotanico delle Alpi Apuane Pietro Pellegrini, Massa[12]
- Giardino botanico montano di Oropa, Biella[13]
- Giardino Bbotanico prealpino R. Tomaselli, Campo dei Fiori, Varese
- Giardino botanico di Valbonella Santa Sofia (FC)[14]
- Gruppo ligure amatori orchidee, Génova
- Orto botanico di Padova, Padova[15]
- Orto botanico forestale dell'Abetone, Abetone (PT)[16]
- Giardino alpino Paradisia, in Valnontey (Cogne) (AO)
- Giardino botanico alpino Rezia Bormio (Sondrio)[17]
- Giardino botanico alpino Le Viotte di Monte Bondone[18]
- Giardino di flora appenninica, Capracotta (IS)[19]
- Orto botanico del Monte Baldo, Ferrara di Monte Baldo (VR)